# Cheltenham Town F.C.
Câu lạc bộ bóng đá Cheltenham Town là một câu lạc bộ bóng đá chuyên nghiệp có trụ sở tại thị trấn Cheltenham, Gloucestershire, Anh. Đội thi đấu ở League One, hạng 4 của bóng đá Anh. Được đặt biệt danh là "Robins", đội đã chơi ở Whaddon Road từ năm 1932. Câu lạc bộ cạnh tranh với các đối thủ với Gloucester City và Forest Green Rovers.
Được thành lập vào năm 1887, câu lạc bộ đã trải qua phần lớn lịch sử ban đầu của mình để thi đấu trong các giải bóng đá địa phương, trước khi chuyển đến Birmingham Combination vào năm 1932 và sau đó làSouthern League vào năm 1935. Đội đã dành 50 năm tiếp theo ở Southern League, vô địch Midland Division trong mùa giải 1982-83 và sau đó giành chức vô địch Premier Division mùa giải 1984-85. Sau đó, họ được thăng hạng vào Alliance Premier League vào năm 1985, ở lại trong bảy mùa giải cho đến khi bị xuống hạng vào năm 1992. Họ kết thúc với tư cách á quân của Southern League Premier Division trong bốn trong năm mùa giải tiếp theo, và được thăng hạng Hội nghị năm 1997.
Dưới sự dẫn dắt của Steve Cotterill, Cheltenham thắng trận chung kết FA Trophy 1998 và sau đó giành quyền thăng hạng Football League lần đầu tiên sau khi giành chức vô địch Conference 1998-99. Anh rời câu lạc bộ sau mùa giải 2001-02, dẫn dắt họ đến Vòng Năm Cúp FA và thăng hạng với chiến thắng trong trận chung kết play-off Third Division 2002. Ngay lập tức xuống hạng sau một mùa giải ở Second Division, họ đã giành được một suất thăng hạng khác khi huấn luyện viên John Ward dẫn dắt đội giành chiến thắng trong trận chung kết play-off League Two 2006. Được xuống hạng sau ba mùa giải ở hạng ba, 16 năm ở lại Football League của câu lạc bộ kết thúc bằng việc xuống hạng trở lại Conference vào năm 2015. Tuy nhiên, huấn luyện viên Gary Johnson đã dẫn dắt Cheltenham đến danh hiệu Conference với 101 điểm trong mùa giải 2015-16, giúp đội là câu lạc bộ đầu tiên sau 26 năm đảm bảo trở lại Football League khi vô địch Conference.

## Lịch sử
Cheltenham có lịch sử bóng đá trước The Robins. Năm 1849, việc sử dụng ba trọng tài chính thức đầu tiên trong một trận đấu, hai trọng tài chính thức và một trọng tài chính, đã được ghi nhận ở thị trấn. Tuy nhiên, câu lạc bộ hiện đại được thành lập vào năm 1887 bởi Albert Close White, một giáo viên địa phương.
Câu lạc bộ đã dành ba thập kỷ đầu tiên cho bóng đá địa phương. Những cầu thủ đáng chú ý từ những ngày đó bao gồm vận động viên cricket Gilbert Jessop và anh em Charles Barnett và Edgar Barnett.  Vào đầu những năm 1930, câu lạc bộ chuyển sang chuyên nghiệp và tham gia Birmingham Combination trước khi gia nhập Southern League vào năm 1935. Họ đã thắng thăng hạng lên Alliance Premier League (nay là Conference National) vào năm 1985, nhưng bị xuống hạng bảy năm sau đó. Đội được thăng hạng trở lại Conference vào năm 1997 và hai năm sau đó được thăng hạng lên Football League. Sau hai kết thúc giữa bảng ở Division Three (nay là League Two) đội đã giành chiến thắng ở vòng loại trực tiếp và được thăng hạng lên Division Two (bây giờ là League One).
Việc bổ nhiệm  Steve Cotterill làm huấn luyện viên trong giai đoạn 1996-97là khởi đầu cho một giai đoạn thành công tại câu lạc bộ, dẫn đến việc Cotterill trở thành huấn luyện viên thành công nhất. Bốn tháng sau khi phụ trách, ông đã dẫn dắt câu lạc bộ thành á quân của Southern Football League Premier Division, nhưng họ đã giành được suất tham dự Football Conference vì nhà vô địch Gresley Rovers không thể đáp ứng đủ năng lực mặt đất cần thiết để trở thành thành viên Conference.
Năm 1997-98, Cheltenham về nhì tại Conference và gần với nhà vô địch Halifax Town cho đến cuối tháng 4 năm 1998. Họ giành được một suất tại Wembley trong trận chung kết FA Trophy, đánh bại Southport 1-0 tại trước đám đông 27.000 khán giả. Năm 1998-99 Cheltenham đã giành được danh hiệu Conference và suất tham dự Football League.
Sau hai lần kết thúc giữa bảng ở Division Three, Cheltenham cuối cùng đã giành quyền thăng hạng lên Division Two (thông qua vòng loại trực tiếp của Division Three) vào cuối mùa giải 2001-02. Ngay sau khi giành quyền thăng hạng, Cotterill rời Cheltenham để gia nhập Stoke City với tư cách huấn luyện viên.
Cheltenham thay Cotterill bằng huấn luyện viên đội một Graham Allner người đã giành chức vô địch Conference cùng Kidderminster Harriers năm 1994. Allner và trợ lý giám đốc Mike Davis, người ban đầu là trợ lý cho Cotterill, bị sa thải vào tháng 1 năm 2003, sau sáu tháng làm việc, với Cheltenham gần đáy của Division Two. Cheltenham chuyển sang Bobby Gould, một trong những huấn luyện viên giàu kinh nghiệm nhất của bóng đá Anh với chiến tích bao gồm chức vô địch Cúp FA cùng với Wimbledon năm 1988. Cheltenham tiếp tục gặp khó khăn, và thất bại ở trận đấu cuối cùng của mùa giải khiến câu lạc bộ phải xuống hạng trở lại Division Three chỉ sau một mùa giải.
Gould từ chức huấn luyện viên Cheltenham Town vào tháng 11 năm 2003 và được thay thế bởi John Ward, người đã từng là trợ lý của Wolverhampton Wanderers, Aston Villa và Watford, và là huấn luyện viên của Bristol City, Bristol Rovers và York City.
Trong mùa giải 2005-06, một khán đài mới dành cho những người hâm mộ đến thăm đã được thêm vào (The Carlsberg Stand) và một bảng điểm điện tử nhỏ đã được lắp đặt. Họ đã kết thúc mùa giải ở vị trí thứ 5, giành được một suất tham dự vòng play-off.  Trong trận bán kết, Cheltenham đánh bại Wycombe Wanderers 2-1 trên sân khách và hòa 0-0 ở trận lượt về tại Whaddon Road. Trong trận chung kết play-off, Cheltenham đánh bại Grimsby Town 1-0, giành một suất ở League One mùa giải 2006-07. Trận đấu tại Sân vận động Thiên niên kỷ vào ngày 28 tháng 5 năm 2006 có sự tham dự của 29.196 người. Tuy nhiên, dù được thăng hạng nhưng lượng người tham dự trung bình không tăng như mong đợi của câu lạc bộ, mặc dù đã tăng lên 4.359. Câu lạc bộ đã bị loại khỏi các giải đấu cúp khác nhau trong giai đoạn đầu và gặp khó khăn trong việc thu tiền để đầu tư vào các cầu thủ bổ sung..
Cheltenham mở đầu mùa giải 2007-08 với chiến thắng 1-0 trước Gillingham, nhưng đã sớm bị Southend United loại 4-1 khỏi League Cup. Vào đầu tháng 10, Cheltenham đã không thể thắng trên sân nhà kể từ ngày khai mạc mùa giải. Câu lạc bộ đã trải qua 4 trận không thắng. Sau trận thua 0-3 của Cheltenham trước Port Vale, John Ward tuyên bố ông đã đồng ý hợp đồng 4 năm với đội bóng League One Carlisle United và sẽ bắt đầu nhiệm kỳ của mình vào ngày hôm sau, 3 tháng 10 năm 2007. Ward nói rằng ông không thể từ chối khả năng quản lý một đội sắp thi đấu tại English Championship. Ông rời đi khi câu lạc bộ đang đứng thứ 23 trên bảng xếp hạng, chỉ xếp trên một đội và được cho là sẽ phải vật lộn để tránh xuống hạng.
Keith Downing được bổ nhiệm làm huấn luyện viên tạm quyền cho đến khi vị trí này có thể được lấp đầy. Martin Allen ã được liên kết với câu lạc bộ. Các kết quả của Cheltenham sau khi Downing nắm quyền là trái ngược nhau.
Vào ngày 25 tháng 11 năm 2007, sân Whaddon Road bán hết vé xem một trận đấu với Leeds United, trận đấu mà sau khi vận may, đội Robins đã giành chiến thắng 1-0 nhờ bàn thắng ở phút thứ 86 của tiền đạo Steven Gillespie. Kết quả bây giờ là một trong những kết quả nổi tiếng nhất trong lịch sử gần đây của câu lạc bộ. Trận đấu ngược lại thậm chí còn ấn tượng hơn khi Robins trở thành đội đầu tiên hoàn thành cú đúp trước Leeds trong chuyến thăm đầu tiên của đội ở giải hạng ba Anh.
Vào tháng 1 năm 2008, Cheltenham đã thắng bốn trận liên tiếp, lần đầu tiên câu lạc bộ đạt được điều này kể từ khi gia nhập Football League năm 1999. Trong các trận đấu này, họ không để thủng lưới bàn nào. Tuy nhiên, họ đã suýt thua hai giải thưởng trong tháng đó; Huấn luyện viên và Cầu thủ xuất sắc nhất tháng — sau khi thua Millwall trong trận đấu chung kết của tháng Giêng.
Sự sống còn của Cheltenham đã được bảo đảm vào ngày cuối cùng của mùa giải khi đánh bại Doncaster Rovers 2-1 tại Whaddon Road, từ chối sự thăng hạng tự động của đối thủ.
Đầu mùa giải 2008-09, Keith Downing rời Cheltenham Town và được thay thế — trong vòng hai ngày — bởi Martin Allen, người từng là ứng cử viên sau sự ra đi của Ward một năm trước đó. Đội của Allen khởi đầu không tốt với kỷ lục bảy trận thua liên tiếp của câu lạc bộ, một phần của chuỗi 15 trận không thắng. Câu lạc bộ đã tránh được sự giám sát trong gang tấc và án phạt 10 điểm đi kèm, trước khi Allen tiết lộ rằng tất cả các cầu thủ ở câu lạc bộ đều bị bán.
Mùa giải kết thúc với việc Cheltenham xuống hạng trở lại League Two vào ngày áp chót của mùa giải sau ba mùa giải ở League One vì họ đã để thủng lưới hơn 100 bàn trên mọi đấu trường, mặc dù họ đã sử dụng 51 cầu thủ.
Khi mùa giải 2009-10 bắt đầu vào tháng 7, Allen đã bán một vài cầu thủ và mang về những cầu thủ mới, bao gồm huyền thoại Julian Alsop của Robins và cựu cầu thủ chạy cánh của Tottenham Hotspur, David Hutton. Mặc dù họ sẽ được coi là một trong những cầu thủ được yêu thích để trở lại League One ngay lập tức sau khi bị xuống hạng, hầu hết các blogger và nhà phân tích giải đấu cho rằng kết thúc ở giữa bảng sẽ là kịch bản thực tế nhất. Cheltenham đã giành chiến thắng trong trận đấu đầu tiên của mùa giải trước Grimsby Town với tỷ số 2-1, nhưng lại rơi xuống hạng bét bảng ngay sau đó. Vào ngày 20 tháng 10, Martin Allen được cho nghỉ làm vườn trong bối cảnh cáo buộc anh phân biệt chủng tộc một nhân viên bảo vệ hộp đêm và trợ lý John Schofield tiếp quản tạm thời. Allen đã chính thức được xóa bỏ hành vi sai trái nhưng vẫn rời câu lạc bộ bằng thỏa thuận hai bên vào đầu tháng 12. Cheltenham đưa ra một quảng cáo cho một huấn luyện viên mới, thu hút được "sự quan tâm lành mạnh".
Cựu đội trưởng Cheltenham và ông chủ của Kidderminster, Mark Yates được bổ nhiệm làm huấn luyện viên vào ngày 22 tháng 12 năm 2009. Neil Howarth, trợ lý của Yates tại Kidderminster, người cũng từng chơi cho Robins trong quá khứ, gia nhập League Two với tư cách huấn luyện viên đội một. Cheltenham tiếp tục vật lộn trong phần còn lại của mùa giải, chỉ xoay xở để tránh xuống hạng vào ngày cuối cùng của mùa giải, mặc dù họ đã kết thúc trước các đội xuống hạng bốn điểm. John Schofield, người phụ trách quản lý của câu lạc bộ trong khi Allen nghỉ phép làm vườn, trở lại vị trí trợ lý huấn luyện viên cho đến cuối mùa giải.
Yates, trước mùa giải đầu tiên của mình với Cheltenham, đã cải tiến đội hình, giải phóng 8 cầu thủ, bao gồm cả hậu vệ Shane Duff, người vừa hoàn thành năm thứ mười của mình với câu lạc bộ. Mùa giải bắt đầu thành công, với Robins vẫn ở gần vị trí đá play-off, nhưng đội đã gục ngã trong nửa sau của mùa giải và đứng thứ 17, với chỉ năm chiến thắng trong 26 trận trong năm 2011.
Bất chấp một số người hâm mộ kêu gọi Yates từ chức, Cheltenham bắt đầu mùa giải 2011-12 với đội hình gồm các bản hợp đồng mới Darryl Duffy, Luke Summerfield, và thủ môn được đánh giá cao của U-21 Anh Jack Butland. Mặc dù để thua ở vòng đầu tiên của League Cup, nhưng họ đã lọt vào tứ kết khu vực phía Nam Football League Trophy và có trận đấu với Tottenham Hotspur ở vòng Ba Cúp FA. Yates đã giành được giải thưởng Huấn luyện viên xuất sắc nhất tháng cho tháng 11 sau ba lần đề cử và sau đó đánh bại cái gọi là "Lời nguyền Huấn luyện viên xuất sắc nhất tháng" với chiến thắng 3-0 trước đội dẫn đầu khi đó là Southend United để giành kỷ lục câu lạc bộ giành chiến thắng thứ năm liên tiếp. The Robins kết thúc mùa giải ở vị trí thứ 6 và đánh bại Torquay United 2-0 trên sân nhà và sau đó là 1-2 trên sân khách để giành chiến thắng chung cuộc 4-1 ở Bán kết Play-off League 2. Trận chung kết Play-off diễn ra tại Sân vận động Wembley vào Chủ nhật, ngày 27 tháng 5 năm 2012. Crewe Alexandra đánh bại Cheltenham Town 2-0 với các bàn thắng của Nick Powell và Byron Moore trước  24.029 khán giả.
Trong suốt giai đoạn nghỉ mùa giải, Cheltenham chỉ mất Luke Summerfield khỏi đội hình chính, trong khi ký hợp đồng với cựu tiền vệ Premier League Darren Carter cho đến tháng Giêng sau hơn một năm nghỉ thi đấu vì chấn thương đầu gối. Tiền đạo Shaun Harrad cũng đã được ký hợp đồng cho mượn dài hạn từ Bury, và hậu vệ trái Billy Jones gia nhập câu lạc bộ từ Exeter City. Cheltenham đã có một khởi đầu chập chờn ở mùa giải 2012/13, bao gồm cả hậu vệ cánh. thất bại trên sân nhà trước Accrington Stanley và Southend United. Kết quả được cải thiện và họ leo lên vị trí thứ ba vào đầu tháng 11, cũng như tiến vào vòng thứ ba của FA Cup, nơi họ cầm hòa đội bóng Premier League Everton trên sân nhà, sau đó thua 1-5, với các bàn thắng của Fellaini, Baines, Coleman, Osman và Jelavic. Vào ngày 6 tháng 11 năm 2012, huấn luyện viên Mark Yates đã giám sát trận đấu thứ 150 của mình với tư cách là đội bóng trong chiến thắng 1-0 trước các nhà lãnh đạo giải đấu Gillingham (dưới sự quản lý của cựu huấn luyện viên Robin của Martin Allen). Ngoài tháng 12, Cheltenham vẫn ở trong vị trí thăng hạng tự động.
Cheltenham đứng thứ 5, một lần nữa đủ điều kiện tham dự trận play-off cuối mùa sau khi bị Rotherham United vượt lên vị trí thăng hạng thứ ba vào ngày cuối cùng của mùa giải. Trận đấu cuối cùng của mùa giải của Cheltenham chứng kiến đội hòa 0-0 trên sân nhà trước Bradford City; 20 trận đấu bất bại trên sân nhà, kể từ khi thất bại trên sân nhà trước Accrington và Southend hóa ra là hai trận thua duy nhất trên sân nhà của họ trong cả mùa giải. Trận play-off chứng kiến Cheltenham đối mặt với Northampton Town trong khi Cheltenham để thua cả trận sân nhà và sân khách với tỷ số 1-0.
Sau khi kết thúc play-off trong hai mùa giải liên tiếp, Cheltenham Town 2013-14 tỏ ra rất khó khăn. Mọi hy vọng về một suất tham dự play-off thứ ba liên tiếp đã bị chấm dứt vào tháng Ba. Phong độ và sự thiếu ổn định, cùng với chỉ 5 trận thắng trên sân nhà cả mùa giải đã gây khó khăn. Mùa giải khởi đầu thuận lợi, với việc câu lạc bộ mang về một số cầu thủ mới, hy vọng rằng câu lạc bộ sẽ tiến thêm một bước theo hướng tự động sự thăng tiến. Việc ký hợp đồng với Troy Brown, Matt Richards, Jamie Cureton và cựu cầu thủ chạy cánh của Robins, Ashley Vincent đã tạo động lực cho câu lạc bộ. Tuy nhiên, việc để mất Marlon Pack vào tay Bristol City dường như là một tổn thất lớn. Trận đấu đầu tiên trên sân nhà với Burton Albion là một trận đấu bóng đá tuyệt vời, với tiền đạo kỳ cựu Cureton ghi bàn mở tỷ số, chỉ để rồi bị cáng vì trật khớp vai. Cầu thủ vào thay người của anh là Byron Harrison đã nâng tỉ số lên 2-0, chỉ để Brewers nâng tỉ số lên 2-2.
Harrison tiếp tục ghi bàn, nổi bật là chiến thắng 4-3 trước đội League One Crawley Town ở Capital Capital sau khi bị dẫn trước 3-1, với bàn thắng ấn định chiến thắng của Harrisoning goal. Robins chuẩn bị cho chuyến làm khách ở Vòng Hai gặp đội bóng Premier League West Ham United, đội bóng cuối cùng để thua 2-1 tại Upton Park. Những trận thua trước Chesterfield FC và Plymouth Argyle tiếp tục khởi đầu tệ hại ở giải đấu, trước khi bị chiến thắng đầu tiên trong mùa giải tại Accrington Stanley. Màn trình diễn tuyệt vời tại West Ham nhanh chóng bị lãng quên khi Cheltenham chịu thất bại 4-1 trước Bury FC và sau đó là màn luân lưu đau lòng dưới tay Plymouth Argyle ở Football League Trophy. Hai trận hòa 2-2 khó khăn sau đó trước Portsmouth FC và Oxford United trước khi thất bại 4-2 đáng thất vọng khác trước Torquay United. Cuối tháng 9 chứng kiến sự trở lại của Cureton, người đã ghi bàn ấn định chiến thắng ở phút 90 trước AFC Wimbledon.
Tháng 10 tỏ ra nhỉnh hơn đối với Mark Yates 'Robins với hai trận thắng, hai trận thua và một trận hòa nhưng Jamie Cureton đã có được bàn thắng thứ 250 trong sự nghiệp trong chiến thắng 2-1 trước Dagenham & Redbridge. Họ đã giành chiến thắng 3-0 trên sân nhà trước Morecambe FC. Hai mùa giải thi đấu Cúp FA của The Robins đã rất nổi bật cho đội bóng của câu lạc bộ nhưng khi Robins làm khách trên sân Tamworth FC vào thứ Bảy ngày 9 tháng 11, chắc chắn có một sự lo lắng trong không khí. Một hiệp một tồi tệ và một bàn thắng của Tamworth đã khiến Cheltenham choáng váng và, mặc dù hiệp hai đã được cải thiện, Robins không thể tìm được đường trở lại trận đấu.
Mặc dù thất vọng về cúp, Robins đã giành chiến thắng 2-1 trên sân khách trước Wycombe Wanderers trong trận đấu sau đó nhưng chuỗi ba trận hòa cằn cỗi đã kết thúc tháng 11 một cách không đẹp mắt. Tháng 11 cũng chứng kiến sự ra đi của huấn luyện viên đội một Dave Kevan người chỉ mới gia nhập câu lạc bộ vào tháng 9 nhưng vai trò trợ lý của Forest Green Rovers đã quay đầu và Kevan đã nhanh chóng rời khỏi Whaddon Road.
Tuy nhiên, tháng 12 phần lớn thành công với các chiến thắng tại Morecambe FC, Fleetwood Town và trên sân nhà trước Exeter City vào Ngày tặng quà cho thấy một lần nữa hứa hẹn nhưng Cheltenham đã bị Mansfield Town đánh bại vào cuối năm và chuỗi 11 trận bất bại ở giải quốc nội khiến người hâm mộ không chắc chắn về điều gì đến từ sự trung thành của Robins vào năm 2014.
Không có trận thắng nào trong tháng Giêng và chỉ có một trận thắng (trên sân khách tại Newport County) vào tháng Hai và viễn cảnh trận play-off trở nên viển vông.
Trong kỳ chuyển nhượng tháng Giêng, Keith Lowe và Russell Penn rời câu lạc bộ để đến York City. David Noble, người đang trở thành một phần không thể thiếu ở tuyến giữa của câu lạc bộ, đã thấy hợp đồng cho mượn của anh ấy được gia hạn mặc dù chấn thương. Những sự thay thế khác là Michael Ihiekwe, Mitch Brundle và Lee Lucas nhưng Connor Goldson với phong độ ấn tượng đã được gọi lại và Kemar Roofe đã chọn trở lại West Bromwich Albion.
Ashley Vincent, người đã phải ngồi ngoài phần lớn vì nhiều lý do trong suốt mùa giải, đã trở lại đầy ấn tượng trong trận thắng Newport với cầu thủ chạy cánh ghi bàn thắng quyết định và sự trở lại của anh ấy cũng trùng hợp với sự cải thiện về phong độ của đội. Trận thua kiểu 'tự hủy diệt' 4-1 trên sân nhà trước Chesterfield FC sau đó là hai trận hòa nhọc nhằn trước Portsmouth FC và Oxford United được kẹp giữa các chiến thắng vững chắc trên sân nhà trước Bury FC và Torquay United vào tháng Ba.
Điểm thấp cho Robins là thất bại 4-3 trước AFC Wimbledon. Robins đã dẫn trước 2-0 một cách thoải mái trên Sân vận động Kingsmeadow trước khi khoảng thời gian sáu phút chứng kiến Wimbledon dẫn trước 3-2. Nỗ lực cản phá của Jason Taylor nâng tỷ số lên 3-3, nhưng bàn thắng muộn của Jack Midson đã khiến đội Robins phải chịu một thất bại đáng lo ngại.
Đó sẽ không phải là lần cuối cùng Cheltenham vượt lên dẫn trước khi kết thúc mùa giải nhưng họ đã có được một chiến thắng quan trọng trên sân khách trên sân của Hartlepool United ể kết thúc tháng 3 trên một khía cạnh tích cực hơn.
Các thất bại trước Southend United và Fleetwood Town cộng với trận hòa trên sân của Exeter City (đội Robins thua 100% thành tích trước Grecians) khiến một số người ủng hộ có vẻ lo lắng khi đội bóng của Mark Yates ngày càng tiến gần đến trận chiến trụ hạng. Huấn luyện viên giữ vững niềm tin và chiến thắng tự tin 2-0 trên sân của Mansfield Town đã chấm dứt mọi lo ngại rằng 15 năm thi đấu tại Football League của Cheltenham Town sắp kết thúc.
Cuối cùng, Cheltenham đã làm đủ nhưng hai trận thua để kết thúc mùa giải là đáng báo động và chắc chắn báo hiệu một sự thay đổi đội hình sẽ được mong đợi vào mùa hè với trợ lý huấn luyện viên Neil Howarth đã rời đi sau khi nhân viên hậu trường làm mẫu lại. Cuối cùng, Cheltenham kết thúc mùa giải ở vị trí thứ 17 với 55 điểm.
Vào ngày 25 tháng 11 năm 2014, Mark Yates bị Cheltenham Town sa thải sau gần 5 năm nắm quyền. Cheltenham sau đó đã bổ nhiệm Paul Buckle làm quản lý đội, nhưng ông đã bị sa thải chỉ sau 79 ngày. Vào tháng 3 năm 2015, Gary Johnson được bổ nhiệm.
Vào tháng 4 năm 2015, sau khi Bryan Jacob, một người ủng hộ suốt đời, đã trao cho những người ủng hộ câu lạc bộ tin tưởng trị giá 222.000 bảng vào ý chí của anh ấy, các thành viên đã bỏ phiếu sử dụng số tiền để chấp nhận lời đề nghị lâu dài từ câu lạc bộ cho một ghế lâu dài trong ban giám đốc của nó. Người hâm mộ bóng đá Clive Gowing sau đó đã được bầu chọn. Câu lạc bộ cho biết họ cũng sẽ đặt tên cho một khán đài và giải thưởng cầu thủ xuất sắc nhất mùa giải của những người ủng hộ để tưởng nhớ Jacob. Vào ngày 25 tháng 4 năm 2015, Cheltenham Town để thua tại Whaddon Road trước Shrewsbury Town, đồng nghĩa với việc Cheltenham bị xuống hạng khỏi Football League sau 16 mùa giải.
Chỉ sau một mùa giải bên ngoài Football League, Cheltenham đã trở lại ngay lập tức vào ngày 16 tháng 4 năm 2016 với chiến thắng 2-0 trên sân nhà trước F.C. Halifax Town. Đội giành được 101 điểm, ghi nhiều bàn nhất và để lọt lưới ít bàn nhất, thắng nhiều nhất và thua ít trận nhất, trên con đường trở thành nhà vô địch, hơn đối thủ đứng thứ hai là Forest Green Rovers. Bản hợp đồng tháng Giêng Dan Holman là đồng chiến thắng Chiếc giày vàng của National League, với 30 bàn thắng, ghi 16 bàn chỉ sau 18 trận cho Robins. Danny Wright, một bản hợp đồng mùa hè, đã kết thúc mùa giải với 22 bàn thắng và 11 pha kiến tạo, giành giải Cầu thủ xuất sắc nhất năm do người hâm mộ bình chọn.
Đối với việc câu lạc bộ trở lại Football League, huấn luyện viên Gary Johnson phần lớn giữ niềm tin với các cầu thủ đã giành chức vô địch National League năm trước championship. Phần lớn đội hình đã đồng ý hợp đồng mới để ở lại câu lạc bộ với hậu vệ trái George McLennan là người duy nhất thường xuyên của đội một lựa chọn ra đi. Anh được thay thế bởi James Jennings, được ký hợp đồng từ kình địch địa phương Forest Green Rovers.
Mùa giải 2016-17 đã chứng minh là một cuộc đấu tranh với một số cầu thủ tìm thấy bước lên League 2 khó khăn hơn mong đợi. Sân Whaddon Road cũng hứng chịu nhiều lời chỉ trích, từ cả những người ủng hộ và những người quản lý đến thăm, vì nó phải vật lộn để đối phó với mức độ sử dụng cao (Gloucester City trong trận chung kết mùa giải khi chia sẻ sân với Cheltenham giai đoạn 2016-17).
Gary Johnson đã thực hiện các bước để tăng cường đội hình trong kỳ chuyển nhượng tháng Giêng với Will Boyle và Carl Winchester cả hai đều đến theo hợp đồng 18 tháng lần lượt từ Huddersfield Town và Oldham Athletic. Cựu thủ môn giàu kinh nghiệm của Cheltenham, Scott Brown cũng trở lại với câu lạc bộ nửa mùa giải từ Wycombe Wanderers, và một số cầu thủ còn lại dưới dạng cho mượn.
Kết quả được cải thiện phần nào trong mùa xuân, mặc dù Johnson vắng mặt trong thời gian nghỉ ốm từ tháng 3 trở đi trong khi hồi phục sau ca phẫu thuật bắc cầu, để lại trợ lý Russell Milton kiểm soát hàng ngày. The Robins đã đảm bảo vị thế trong giải đấu của họ với chiến thắng 1-0 trước Hartlepool United trong trận đấu áp chót của mùa giải. Họ kết thúc mùa giải ở vị trí thứ 21 trên League Two, với 50 điểm.
Trong mùa giải kết thúc, Johnson đã bình phục trở lại làm việc và ký hợp đồng mới hai năm. Ông có một đợt dọn dẹp lớn với 11 cầu thủ bị giải phóng. Tiền đạo Billy Waters, người đã phát triển mạnh trong một đội bóng đang gặp khó khăn khi ghi được 16 bàn thắng, cũng từ chối một đề nghị hợp đồng mới và gia nhập Northampton Town với mức phí không được tiết lộ.
Trong mùa giải 2017-18, câu lạc bộ cuối cùng chỉ tăng được một điểm so với năm trước (51 so với 50) và kết thúc ở vị trí thứ 17 trong League 2.
Cho đến nay, thành công lớn nhất trong một năm không mấy suôn sẻ là tiền đạo người Sudan,  Mohamed Eisa. Được ký hợp đồng chuyển nhượng miễn phí thấp từ bóng đá non-league, Eisa đã ghi 23 bàn thắng ở giải đấu cho Cheltenham trong mùa giải và cuối cùng chuyển đến Bristol City, với mức phí chuyển nhượng được cho là vượt quá 1 triệu bảng (mức bán kỷ lục của câu lạc bộ), trong tháng 7 năm 2018.
Vào cuối mùa giải, chủ tịch câu lạc bộ lâu năm Paul Baker đã từ chức sau 20 năm, trao quyền chủ tịch cho Andy Wilcox.

## Nhà tài trợ áo đấu và sản xuất trang phục
| 1977-1978 |               | National Express         |                         |                      |
| 1981-1982 | Coffer Sports |                          |                         |                      |
| 1982-1985 | Umbro         |                          |                         |                      |
| 1984-1986 | Umbro         | Whitbread                |                         |                      |
| 1986-1988 | Henson        | Duraflex                 |                         |                      |
| 1988-1989 |               | Gulf Oil                 |                         |                      |
| 1991-1992 | Hero          | Gulf Oil                 |                         |                      |
| 1992-1993 | Technik       | Gulf Oil                 |                         |                      |
| 1993-1994 | Club Sport    | Gulf Oil                 |                         |                      |
| 1994-1995 | Klūb Sport    | Empress                  |                         |                      |
| 1995-1996 | Matchwinner   | Empress                  |                         |                      |
| 1996-1997 | UK            | Endsleigh Insurance      |                         |                      |
| 1997-1999 | Errea         | Endsleigh Insurance      |                         |                      |
| 1999-2004 | Errea         | Towergate Insurance      |                         |                      |
| 2004-2008 | Errea         | Bence Building Merchants |                         |                      |
| 2008-2009 | Errea         | Mira Showers             |                         |                      |
| 2009-2011 | Errea         | Mira Showers             | PSU Technology Group    |                      |
| 2011-2013 | Errea         | Mira Showers             | Barr Stadia             | Gloucestershire Echo |
| 2013-2014 | Errea         | Mira Showers             | Gloucestershire College | Gloucestershire Echo |
| 2014-2015 | Errea         | Mira Showers             | Marchants Coaches       | Gloucestershire Echo |
| 2015-2016 | Errea         | Mira Showers             | Marchants Coaches       | LCI Rail             |
| 2016-2018 | Errea         | Mira Showers             | Marchants Coaches       | RK Lewis Transport   |

## Mối kình địch
Đội bóng vùng Gloucestershire Forest Green Rovers được coi là đối thủ chính của câu lạc bộ. Trận đấu giữa hai người được đặt biệt danh hài hước là El Glosico. Sự cạnh tranh nóng lên do cả sự gần gũi giữa các câu lạc bộ và cuộc chiến giành chức vô địch National League 2015-16 (Cheltenham và Forest Green lần lượt đứng thứ nhất và thứ 2).
Theo truyền thống, các đối thủ chính của Cheltenham là người hàng xóm Gloucester City ở Gloucestershire. Do sự thăng hạng của Cheltenham trong các giải đấu, lần gặp nhau cuối cùng giữa hai bên là vào năm 1997, nghĩa là sự kình địch giờ đây ít ý nghĩa hơn nhưng vẫn được người hâm mộ cả hai bàn tán sôi nổi. Họ cũng từng duy trì mối quan hệ đối đầu gay gắt với Hereford United. Tuy nhiên, sự kình địch này giờ cũng ít ý nghĩa hơn, do United giải thể vào năm 2014 và đổi tên thành Hereford FC. Câu lạc bộ mới và Cheltenham vẫn chưa gặp nhau trong một trận đấu chính thức.
Một cuộc khảo sát được thực hiện vào tháng 8 năm 2019 cho thấy những người hâm mộ The Robins cũng coi các đội ở West Country là Bristol City, Bristol Rovers, Oxford United và Swindon Town như kình địch.

## Cầu thủ
Tính đến ngày 24 tháng 8 năm 2020.

### Đội hình hiện tại
Ghi chú: Quốc kỳ chỉ đội tuyển quốc gia được xác định rõ trong điều lệ tư cách FIFA. Các cầu thủ có thể giữ hơn một quốc tịch ngoài FIFA.
| Số | VT | Quốc gia           | Cầu thủ        |
| -- | -- | ------------------ | -------------- |
| 1  | TM | Anh                | Scott Flinders |
| 2  | HV | Cộng hòa Ireland   | Sean Long      |
| 3  | HV | Anh                | Chris Hussey   |
| 4  | TV | Anh                | Ben Tozer      |
| 5  | HV | Anh                | Charlie Raglan |
| 6  | HV | Antigua và Barbuda | Daniel Bowry   |
| 7  | TV | Anh                | Conor Thomas   |
| 8  | TV | Anh                | Chris Clements |
| 9  | TĐ | Anh                | Reuben Reid    |
| 10 | TĐ | Anh                | Alfie May      |
| 14 | TĐ | Anh                | Andy Williams  |

| Số | VT | Quốc gia | Cầu thủ                            |
| -- | -- | -------- | ---------------------------------- |
| 15 | HV | Anh      | Will Boyle                         |
| 16 | TĐ | Anh      | Alex Addai                         |
| 17 | HV | Anh      | Lewis Freestone                    |
| 18 | TV | Anh      | Finn Azaz (mượn từ West Brom)      |
| 19 | TĐ | Anh      | George Lloyd                       |
| 20 | TM | Anh      | Josh Griffiths (mượn từ West Brom) |
| 21 | TĐ | Anh      | Tahvon Campbell                    |
| 24 | HV | Anh      | Grant Horton                       |
| 25 | TV | Anh      | Tom Chamberlain                    |
| 26 | TV | Anh      | Liam Sercombe                      |
| -  | TV | Guyana   | Elliot Bonds (mượn từ Hull City)   |

### Cho mượn
Ghi chú: Quốc kỳ chỉ đội tuyển quốc gia được xác định rõ trong điều lệ tư cách FIFA. Các cầu thủ có thể giữ hơn một quốc tịch ngoài FIFA.
| Số | VT | Quốc gia | Cầu thủ |
| -- | -- | -------- | ------- |

## Quản lý câu lạc bộ
- Giám đốc Bóng đá: Micky Moore
- Huấn luyện viên: Michael Duff

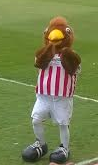
Whaddney, linh vật của Cheltenham Town

- Trợ lý huấn luyện viên: Russell Milton
- Huấn luyện viên thủ môn: Steve Book

## Danh hiệu và thành tích
Các danh hiệu sau được liệt kê trên trang web chính thức của Cheltenham Town FC:
Football League Third Division / League Two (cấp độ 4)
- Thắng play-off: 2001-02, 2005-06

Conference National (cấp độ 5)
- Vô địch 1998-99, 2015-16
- Á quân: 1997-98

Southern League
- Vô địch 1984-85
- Á quân: 1955-56, 1992-93, 1993-94, 1994-95, 1996-97

Southern League Midland Division
- Vô địch 1982-83

Southern League Division 1 North
- Á quân: 1976-77

FA Trophy
- Vô địch: 1997-98

Danh hiệu khác:
- Leamington Hospital Cup - Vô địch (1934-35)
- Midland Floodlit Cup - Vô địch (1985-86, 1986-87, 1987-88)
- Gloucestershire Senior Cup - Vô địch (1998-99)
- Cheltenham League - Vô địch (1910-11, 1913-14)
- Gloucestershire Senior Amateur North Challenge Cup - Vô địch (1929-30, 1930-31, 1932-33, 1933-34, 1934-35)

### Kỉ lục câu lạc bộ
- Kỉ lục chuyển nhượng phải trả
  - 50.000 bảng Anh cho Jermaine McGlashan từ Aldershot Town (tháng 1 năm 2012)
- Kỉ lục chuyển nhượng nhận được
  - 1,5 triệu bảng Anh cho Mo Eisa đến Bristol City (tháng 7 năm 2018)[64]
- Kỉ lục số khán giả tại Whaddon Road
  - 8.326 với Reading, Vòng Một Cúp FA, 17 tháng 11 năm 1956
- Trận thắng đậm nhất
  - 12-0 vs Chippenham Rovers, Vòng loại thứ ba Cúp FA, 2 tháng 11 năm 1935
- Trận thua đậm nhất
  - 1-10 với Merthyr Tydfil, Southern League, 8 tháng 3 năm 1952
- Số lần ra sân nhiều nhất
  - Roger Thorndale - 702 (1958-1976)
- Cầu thủ ghi bàn nhiều nhất
  - Dave Lewis - 290 (trong 3 lần khoác áo từ năm 1967 đến năm 1983) mặc dù Reg Smith ghi hơn 300 bàn trong kỉ nguyên nghiệp dư của câu lạc bộ
- Kỉ lục số bàn trong một mùa giải
  - Dave Lewis, 53 trên mọi đấu trường (1974-1975)
- Cầu thủ trẻ nhất
  - Simon Goodwin
- Cầu thủ trẻ nhất ở Football League
  - Kyle Haynes, với Oldham Athletic, tháng 3 năm 2009
- Cầu thủ lớn tuổi nhất
  - Derek Bragg (42 năm 2 tháng 23 ngày) với Farnborough Town 7 tháng 4 năm 1999
- Cầu thủ ghi bàn lớn tuổi nhất
  - Clive Walker (41 năm 11 tháng 8 ngày) với Gloucester City 4 tháng 5 năm 1999